# Molekulsko modeliranje
Molekusko modeliranje obuhvaća sve teorijske metode i računalne tehnike, koje se koriste da bi se modeliralo, ili opisalo ponašanje molekula. Ono obuhvaća niz metoda kojima se oponaša i proučava ponašanje realnih molekula i molekulskih sustava. Ove metode najčešće se koriste u računalnoj kemiji, biofizici, farmaciji, računalnoj biologiji i znanosti o materijalima. Metodama molekulskog modeliranja se mogu simulirati sustavi koji se sastoje od samo nekoliko atoma, pa do velikih bioloških sustava (makromolekula), koji sadrže nekoliko desetaka tisuća atoma.
Pri računalnom modeliranju koriste se metode različitog stupnja složenosti: empirijske (kao sto su metode molekulske mehanike i molekulske dinamike), semiempirijske, kvantno mehaničke i njihova međusobna kombinacija.